# Milly-la-Forêt
 Milly-la-Forêt  es una población y comuna francesa, ubicada en la región de Isla de Francia, al sudeste de París departamento de Essonne, en el distrito de Évry y cantón de Milly-la-Forêt.
Pueblo galo de 285 a. C. JC, lugar de nacimiento de San Wulfram alrededor del año 640, el campo se le ofreció entonces a los señores que merecen por los reyes de Francia. Arruinado por el los ingleses en el siglo XIV fue reconstruido y fortificado por Louis Malet de Graville el siglo XV, con una de las ferias más importantes de la región de París. Centro agrícola y comercial en el camino de transición desde Lyon hasta el siglo XVIII, fue perdiendo su interés debido a la desviación de las carreteras y el ferrocarril. Pronto se convirtió, a mediados del siglo XX, en un centro turístico para los parisinos y los artistas, como Jean Cocteau y Christian Dior. Hoy es un importante centro turístico del departamento, la capital de las hierbas aromáticas, medio ambiente conservado entre la provincia y la ciudad de París.

## Demografía
| 3040 | 3180 | 3492 | 3795 | 4307 | 4601 |
| Para los censos de 1962 a 1999 la población legal corresponde a la población sin duplicidades (Fuente: INSEE [Consultar]) |      |      |      |      |      |

## Ciudades hermanadas
- Morsbach, desde 1970
- Forest Row, desde 1991